# 和歌山県道193号船津和佐線
和歌山県道193号船津和佐線（わかやまけんどう193ごう ふなつわさせん）は、和歌山県日高郡日高川町を通る一般県道である。

## 概要
日高郡日高川町大字船津から日高郡日高川町大字和佐に至る。大部分の区間は日高川を挟んで和歌山県道26号御坊美山線と並走する。
日高郡日高川町大字松瀬から日高郡日高川町大字三百瀬に至る区間は、大型車は通行不可で、一般乗用車でも離合不可能の狭隘区間となっている。
和歌山県道192号玄子和佐線から誤進入しやすい区間でもある。2018年（平成30年）8月28日には西日本ジェイアールバスが誤進入したため、大型車通行不可区間で立ち往生する事象となった。

### 路線データ
- 起点：和歌山県日高郡日高川町大字船津（和歌山県道26号御坊美山線交点）
- 終点：和歌山県日高郡日高川町大字和佐（和歌山県道191号江川小松原線交点）
- 実延長：10.469 km

## 路線状況

### 道路施設

#### 橋梁
- 観音寺橋（日高川、日高郡日高川町）

## 地理

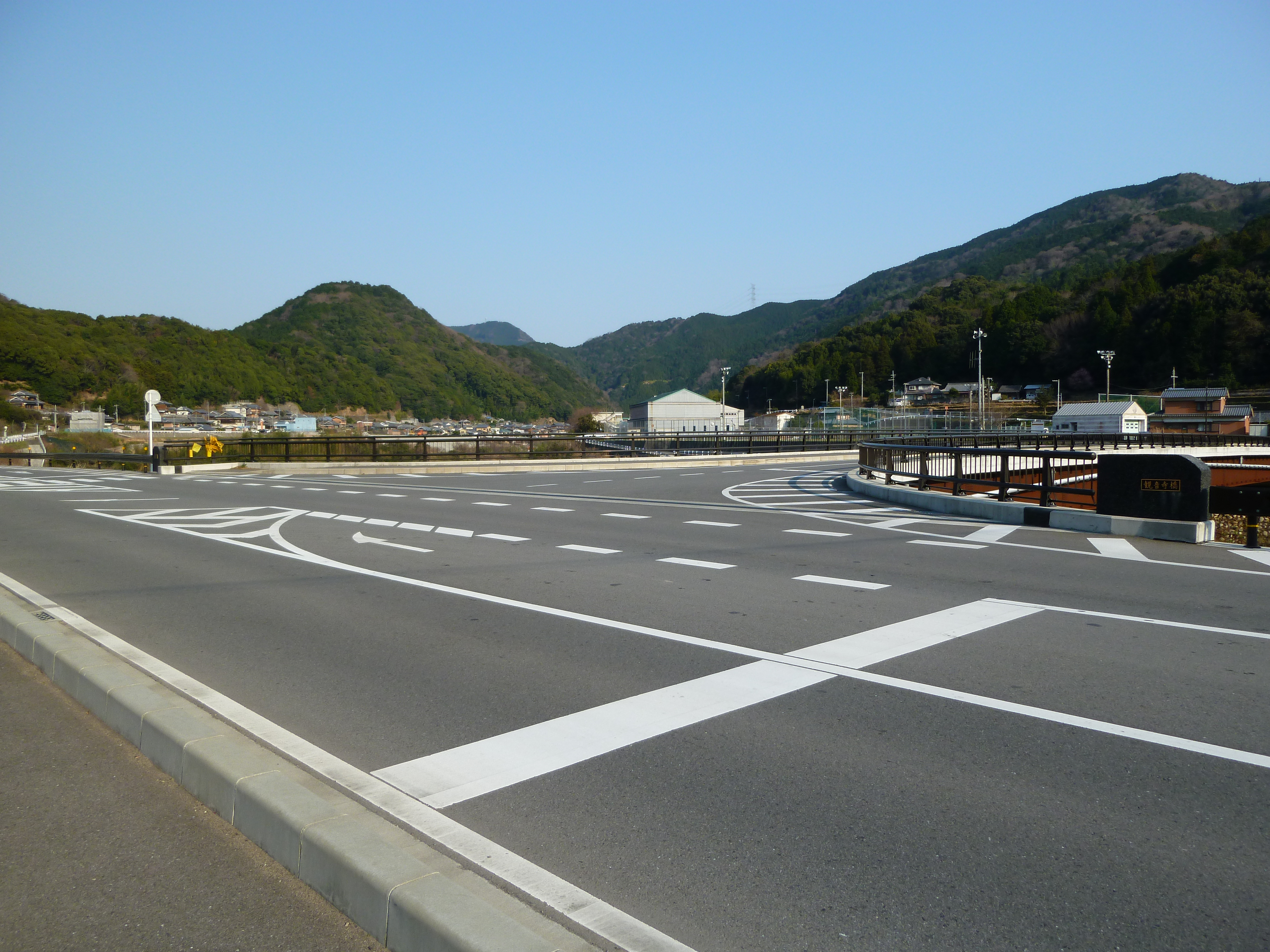
和歌山県県道193号船津和佐線起点
交差点の橋の部分から県道193号船津和佐線

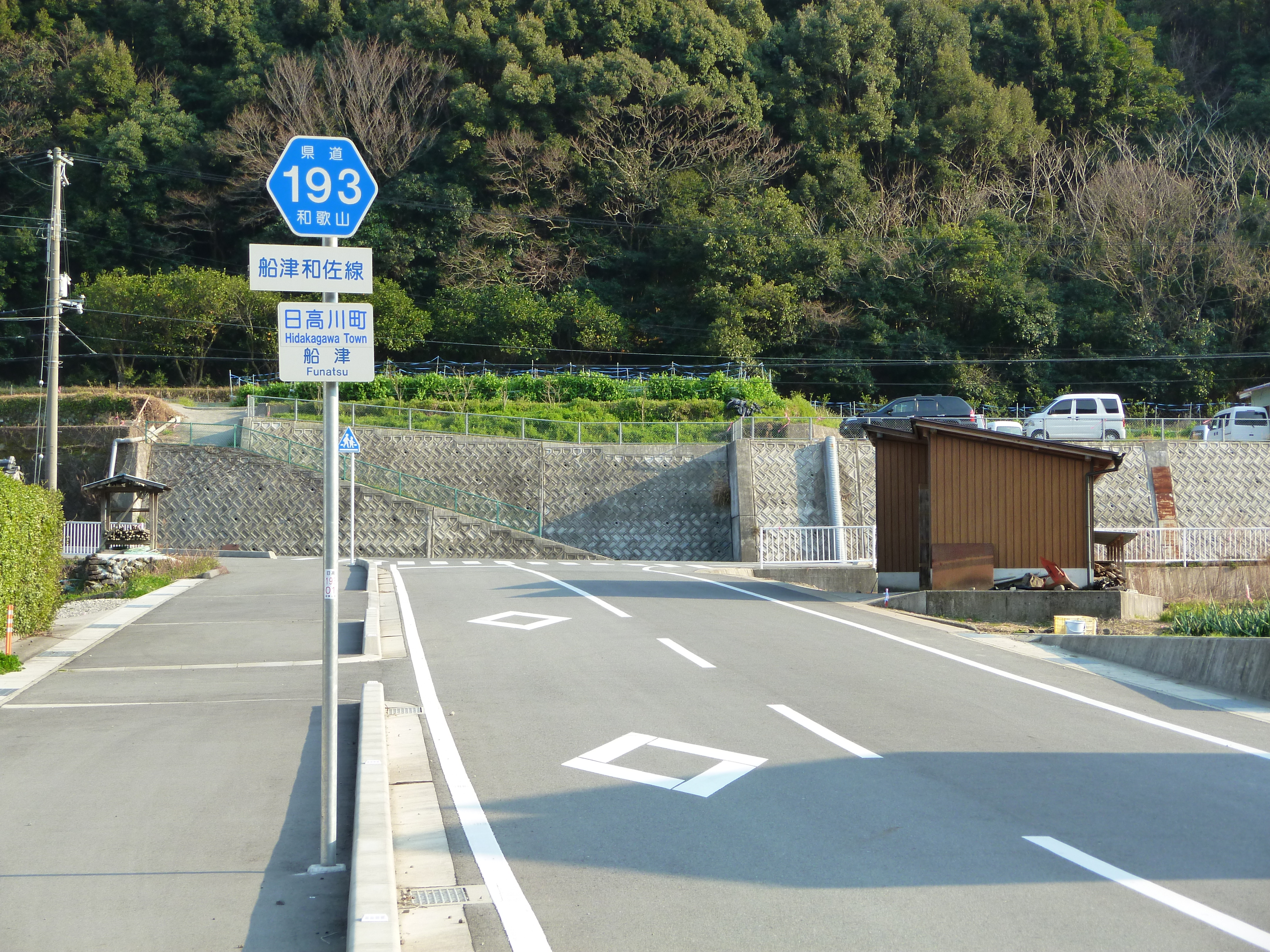
県道番号標識 日高川町大字船津地点

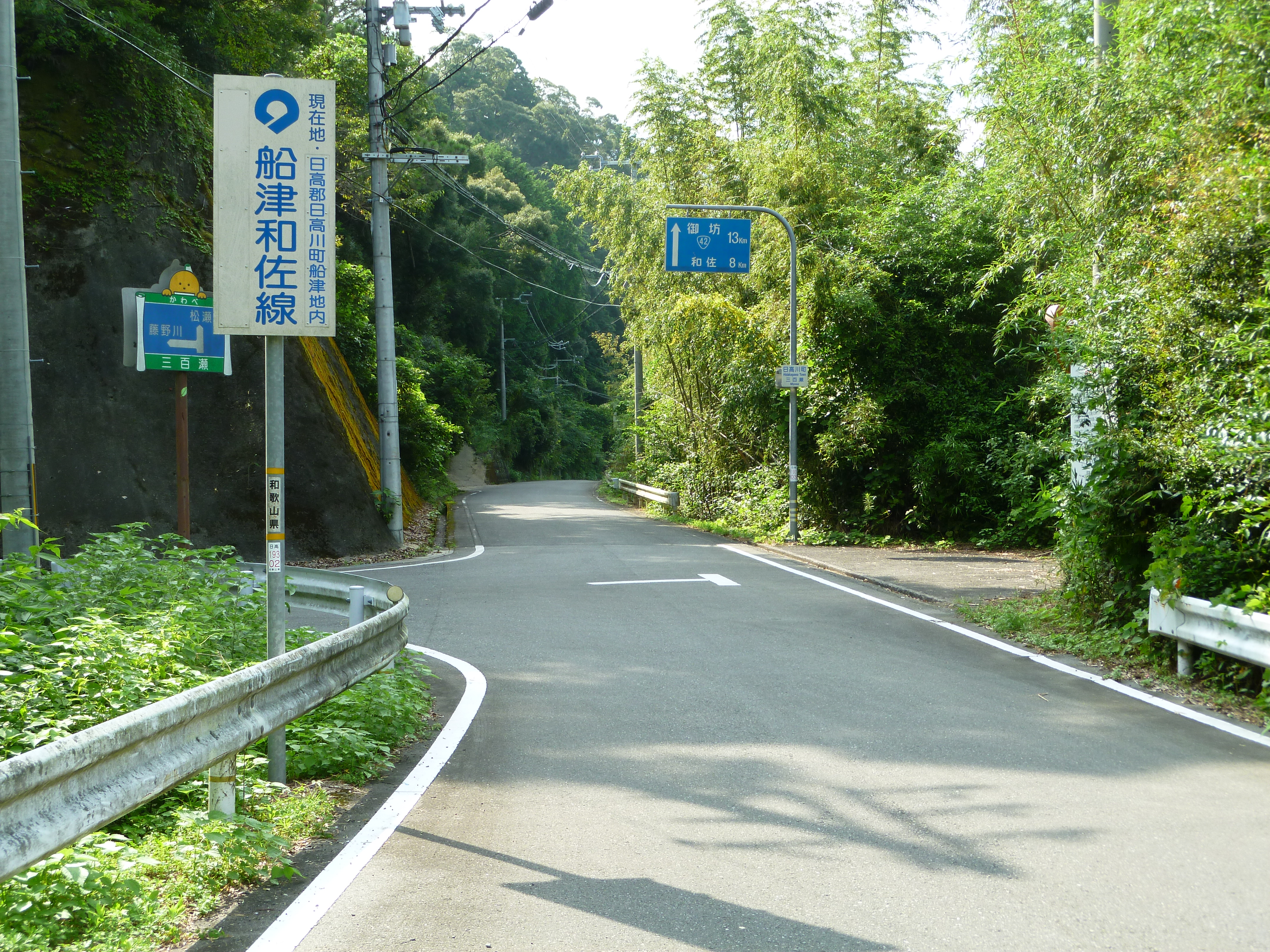
日高川町大字船津・伊藤川・三百瀬境界付近

### 通過する自治体
- 和歌山県
  - 日高郡日高川町

### 交差する道路
| 交差する道路                | 交差する場所 | 交差する場所 |
| --------------------------- | ------------ | ------------ |
| 和歌山県道26号御坊美山線    | 大字船津     | 起点         |
| 和歌山県道191号江川小松原線 | 大字和佐     | 終点         |

### 沿線
- 日高川
- 日高川町立中津小学校